# Ridsport vid olympiska sommarspelen 2008
Ridsport vid olympiska sommarspelen 2008 arrangerades mellan 9 och 21 augusti i Hongkong. Det är andra gången som hästtävlingarna hölls i ett område med en annan nationell olympisk kommitté. Första gången var vid Sommar-OS 1956 i Melbourne, Australien då hästtävlingarna hölls i Stockholm.

## Medaljtabell

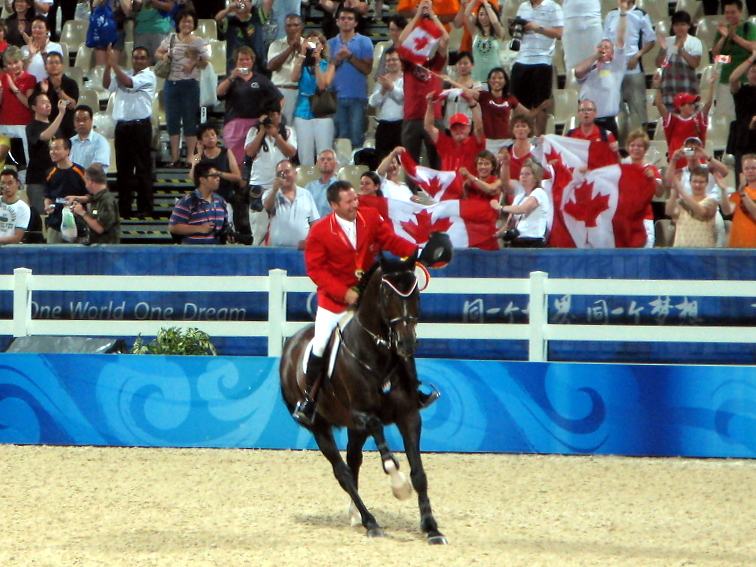
Den individuella olympiska mästaren i banhoppning, Eric Lamaze på Hickstead.

| Pl. | Nation         | Guld | Silver | Brons | Totalt |
| --- | -------------- | ---- | ------ | ----- | ------ |
| 1   | Tyskland       | 3    | 1      | 1     | 5      |
| 2   | USA            | 1    | 1      | 1     | 3      |
| 3   | Kanada         | 1    | 1      | 0     | 2      |
| 3   | Nederländerna  | 1    | 1      | 0     | 2      |
| 5   | Australien     | 0    | 1      | 0     | 1      |
| 5   | Sverige        | 0    | 1      | 0     | 1      |
| 7   | Storbritannien | 0    | 0      | 2     | 2      |
| 8   | Danmark        | 0    | 0      | 1     | 1      |
| 8   | Schweiz        | 0    | 0      | 1     | 1      |

## Medaljsammanfattning

### Dressyr
| Gren                            | Guld                                                                             | Guld                                                                             | Silver                                                                                                 | Silver                                                                                                 | Brons | Brons |
| ------------------------------- | -------------------------------------------------------------------------------- | -------------------------------------------------------------------------------- | --- | --- | --- | --- |
| Individuell dressyr detaljer    | Anky van Grunsven Salinero Nederländerna                                         | Anky van Grunsven Salinero Nederländerna                                         | Isabell Werth Satchmo Tyskland                                                                         | Isabell Werth Satchmo Tyskland                                                                         | Heike Kemmer Bonaparte Tyskland                                                                                        | Heike Kemmer Bonaparte Tyskland                                                                                        |
| Lagtävlingen i dressyr detaljer | Tyskland Heike Kemmer Bonaparte Nadine Capellmann Elvis Va Isabell Werth Satchmo | Tyskland Heike Kemmer Bonaparte Nadine Capellmann Elvis Va Isabell Werth Satchmo | Nederländerna Hans Peter Minderhoud Nadine Imke Schellekens-Bartels Sunrise Anky van Grunsven Salinero | Nederländerna Hans Peter Minderhoud Nadine Imke Schellekens-Bartels Sunrise Anky van Grunsven Salinero | Danmark Anne van Olst Clearwater Princess Nathalie of Sayn-Wittgenstein-Berleburg Digby Andreas Helgstrand Don Schufro | Danmark Anne van Olst Clearwater Princess Nathalie of Sayn-Wittgenstein-Berleburg Digby Andreas Helgstrand Don Schufro |

### Fälttävlan
| Gren                               | Guld | Guld | Silver | Silver | Brons | Brons |
| ---------------------------------- | --- | --- | --- | --- | --- | --- |
| Individuell fälttävlan detaljer    | Hinrich Romeike Marius Tyskland | Hinrich Romeike Marius Tyskland | Gina Miles McKinlaigh USA | Gina Miles McKinlaigh USA | Kristina Cook Miners Frolic Storbritannien | Kristina Cook Miners Frolic Storbritannien |
| Lagtävlingen i fälttävlan detaljer | Tyskland Peter Thomsen The Ghost of Hamish Frank Ostholt Mr. Medicott Andreas Dibowski Butts Leon Ingrid Klimke Abraxxas Hinrich Romeike Marius | Tyskland Peter Thomsen The Ghost of Hamish Frank Ostholt Mr. Medicott Andreas Dibowski Butts Leon Ingrid Klimke Abraxxas Hinrich Romeike Marius | Australien Shane Rose All Luck Sonja Johnson Ringwould Jaguar Lucinda Fredericks Headley Britannia Clayton Fredericks Ben Along Time Megan Jones Irish Jester | Australien Shane Rose All Luck Sonja Johnson Ringwould Jaguar Lucinda Fredericks Headley Britannia Clayton Fredericks Ben Along Time Megan Jones Irish Jester | Storbritannien Sharon Hunt Tankers Town Daisy Dick Spring Along William Fox-Pitt Parkmore Ed Kristina Cook Miners Frolic Mary King Call Again Cavalier | Storbritannien Sharon Hunt Tankers Town Daisy Dick Spring Along William Fox-Pitt Parkmore Ed Kristina Cook Miners Frolic Mary King Call Again Cavalier |

### Hoppning
| Gren                             | Guld                                                                                               | Guld                                                                                               | Silver                                                                                   | Silver                                                                                   | Brons | Brons |
| -------------------------------- | -------------------------------------------------------------------------------------------------- | -------------------------------------------------------------------------------------------------- | ---------------------------------------------------------------------------------------- | ---------------------------------------------------------------------------------------- | --- | --- |
| Individuell hoppning detaljer    | Eric Lamaze Hickstead Kanada                                                                       | Eric Lamaze Hickstead Kanada                                                                       | Rolf-Göran Bengtsson Ninja Sverige                                                       | Rolf-Göran Bengtsson Ninja Sverige                                                       | Beezie Madden Authentic USA                                                                                            | Beezie Madden Authentic USA                                                                                            |
| Lagtävlingen i hoppning detaljer | USA McLain Ward Sapphire Laura Kraut Cedric Will Simpson Carlsson vom Dach Beezie Madden Authentic | USA McLain Ward Sapphire Laura Kraut Cedric Will Simpson Carlsson vom Dach Beezie Madden Authentic | Kanada Jill Henselwood Special Ed Eric Lamaze Hickstead Ian Millar In Style Mac Cone Ole | Kanada Jill Henselwood Special Ed Eric Lamaze Hickstead Ian Millar In Style Mac Cone Ole | Schweiz Christina Liebherr No Mercy Pius Schwizer Nobless M Niklaus Schurtenberger Cantus Steve Guerdat Jalisca Solier | Schweiz Christina Liebherr No Mercy Pius Schwizer Nobless M Niklaus Schurtenberger Cantus Steve Guerdat Jalisca Solier |

Denna tabell: visa • redigera

## Positiva dopningsprov under OS
- Ridsport, Tony Andre Hansens häst Camiro  Norge. Capsaicin. Hästen var med i det norska lag som tog brons men fråntogs medaljen.[1]
- Ridsport, Bernardo Alvess häst Chupa Chup  Brasilien. Capsaicin.[1]
- Ridsport, Denis Lynchs häst Lantinus  Irland. Capsaicin[1]
- Ridsport, Christian Ahlmanns häst Cöster  Tyskland. Capsaicin.[1]
- Ridsport, Rodrigo Pessoas häst Rufus  Brasilien.[2] Nonivamid som är syntetiskt capsaicin.

## Fotnoter
1. 1 2 3 4  Norge kan fråntas medalj efter dopning, SVT, 2008-08-21
2. ↑  Pessoas OS-häst dopad, SVT, 2008-09-01